# Подберезье (Краснинский район)
Подберезье — деревня в Краснинском районе Смоленской области России. Входит в состав Нейковского сельского поселения. Население — 5 жителей (2007 год). 
Расположена в западной части области в 18 км к юго-западу от Красного, в 23 км южнее автодороги М1 «Беларусь», на берегу реки Тереховка. В 21 км севернее деревни расположена железнодорожная станция О.п. 478-й км на линии Москва — Минск. 

## История
В годы Великой Отечественной войны деревня была оккупирована гитлеровскими войсками в июле 1941 года, освобождена в сентябре 1943 года.
Здесь родился Мишуренко, Андроний Афанасьевич — полный кавалер Ордена Славы.